# Mijo Pavelko
Mijo Pavelko je hrvatski kazališni, televizijski i filmski glumac.

## Filmografija

### Televizijske uloge
- "Šutnja" kao Janko Filc (2023.)
- "Mrkomir Prvi" kao vlastelin Janko (2022.)
- "Oblak u službi zakona" kao domar (2022.)
- "Metropolitanci" kao Jura Bajdak (2022.)
- "Područje bez signala" kao Princip (2021.)
- "Novine" kao Nenad Paravić (2018.)
- "Počivali u miru" kao Bubi (2017.)
- "Crno-bijeli svijet" kao švercer Pero (2016.)
- "Kud puklo da puklo" kao Stojan (2015. – 2016.)
- "Najbolje godine" kao Janko (2010.)
- "Odmori se, zaslužio si" kao Smrček (2010.)
- "Stipe u gostima" kao Borut (2009.)
- "Mamutica" kao Franjo (2009.)
- "Bitange i princeze" kao seljak Slavonac (2007.)
- "Naši i vaši" kao vlasnik restorana (2001.)

### Filmske uloge
- "Čovjek koji nije mogao šutjeti" (2024.)
- "Marginalci" (2022.)
- "Ufuraj se i pukni" (2019.)
- "Anka" kao ciglar #2 (2017.)
- "Most na kraju svijeta" (2014.)
- "Moram spavat', anđele" kao pacijent (2007.)
- "Kraljica noći" kao Andraš (2001.)
- "Holding" kao pacijent u bolnici (2001.)
- "Ajmo žuti" kao Špoljarić (2001.)
- "Je li jasno, prijatelju?" kao Mijo (2000.)
- "Crvena prašina" kao radnik #4 (1999.)

## Vanjske poveznice
- Mijo Pavelko u internetskoj bazi filmova IMDb-u (engl.)
- Stranica na Kazalište Virovitica.hr  Arhivirana inačica izvorne stranice od 24. rujna 2009. (Wayback Machine)